# West Lake Hills (Teksas)
West Lake Hills je grad u američkoj saveznoj državi Teksas. Prema popisu stanovništva iz 2010. u njemu je živjelo 3.063 stanovnika.